# Geoffrey Grahame Rawson
Geoffrey Grahame Rawson, britanski general, * 1887, † 1979.